# RealClearPolitics
RealClearPolitics (RCP) jsou americký zpravodajský server, nabízející politické zpravodajství a agregaci průzkumů veřejného mínění a volebních preferencí. Společnost byla založena roku 2000 bývalým obchodníkem na opčních trzích Johnem McIntyrem a bývalým pracovníkem reklamní agentury Tomem Bevanem. Server agreguje zpravodajství z vybraných novinových zdrojů a doplňuje ho komentáři od vlastních reportérů a přispěvatelů. V roce 2008 zakladatelé oznámili, že jejich cílem je dodávat svým čtenářům ve svých komentářích „ideologickou rozmanitost“. RCP nicméně bývá občas hodnoceno jako pravostředové médium. Server publikuje agregaci politických a volebních preferencí také během volebních sezón.